# Francesca Lutti
Francesca Alberti Lutti (Riva del Garda, 31 gennaio 1827 – Brescia, 6 dicembre 1878) è stata una poetessa italiana.

## Biografia

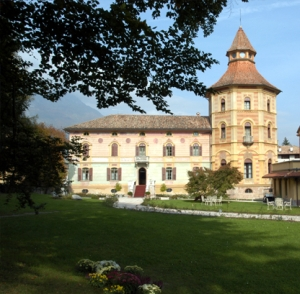
Villa Lutti a Campo Lomaso

Francesca Lutti nacque da Clara Capolini e da Vincenzo Lutti, ricco industriale della seta, di antiche origini nobiliari e amante della cultura, che ebbe altri due figli, Maria e Vincenzo junior (1832-1896), al quale trasmise la sua passione per la musica e che divenne poi compositore.
Francesca, incoraggiata dal letterato Andrea Maffei, già marito di Clara Carrara Spinelli, pubblicò nel 1859 la raccolta di versi Novelle e liriche. Nel 1867 seguì il poema in 26 canti Alberto, vicenda di un giovane che, deluso in amore, abbandona la poesia per prendersi cura dei poveri. Si tratta di mediocri versi, ormai dimenticati come le commedie La marchesa di Fermo e La nutrice.
Nella villa paterna di Campo Lomaso, Francesca e il fratello Vincenzo ricevevano intellettuali, come Antonio Fogazzaro, Arturo Graf e Giovanni Prati, e politici, quali Benedetto Cairoli ed Emilio Visconti Venosta, offrendo intrattenimenti musicali, recite di poesie e argomenti di discussioni nello spirito dei salotti letterari come quello famoso che Clara Maffei teneva contemporaneamente a Milano.
Nel 1869 sposò il bresciano Giuseppe Alberti, ma rimase vedova due anni dopo. Vittima di una malattia incurabile, morì a Brescia nel 1878 e fu sepolta nella cappella della villa di famiglia di Sant'Alessandro, dove anni dopo sarà sepolto anche Andrea Maffei, che aveva considerato Francesca Lutti « la sua creazione, la sua figlia d'arte ».